# Ричмонд (Мисури)
Ричмонд (енгл. Richmond) град је у америчкој савезној држави Мисури.

## Демографија
По попису из 2010. године број становника је 5.797, што је 319 (-5,2%) становника мање него 2000. године.
| Група             | 2000.         | 2010.         |
| Белци             | 5.729 (93,7%) | 5.351 (92,3%) |
| Афроамериканци    | 228 (3,7%)    | 183 (3,2%)    |
| Азијати           | 3 (0,0%)      | 22 (0,4%)     |
| Хиспаноамериканци | 63 (1,0%)     | 121 (2,1%)    |
| Укупно            | 6.116         | 5.797         |